# Эрибот
Эрибот (др.-греч. Ἐρυβώτης) или Эврибат (др.-греч. Εὐρυβάτης) — персонаж древнегреческой мифологии.
Сын Телеона (Телеонта). Родом из Опунтской Локриды. Аргонавт. Во время похода лечит рану Оилея. Участник состязаний после смерти Кизика. Участник погребальных игр по Пелию, выступал в метании диска.